# Collegio plurinominale Abruzzo - 01 (Senato della Repubblica)
Il collegio elettorale plurinominale Abruzzo - 01 è un collegio elettorale plurinominale della Repubblica Italiana per l'elezione del Senato.

## Territorio
Come previsto dalla legge elettorale italiana del 2017, il collegio è stato definito tramite decreto legislativo all'interno della circoscrizione Abruzzo.
Il collegio corrisponde all'intera regione Abruzzo e conteneva i due collegi uninominali del 2017 Abruzzo - 01 (Pescara) e Abruzzo - 02 (L'Aquila).
Dal 2020 coincide con l'unico collegio uninominale della regione.

## XVIII legislatura

### Risultati elettorali
| Liste          | Liste                            | Proporzionale | Proporzionale | Proporzionale | Maggioritario | Maggioritario | Maggioritario |  |
| Liste          | Liste                            | Voti          | %             | Seggi         | Voti          | %             | Seggi         |  |
| -------------- | -------------------------------- | ------------- | ------------- | ------------- | ------------- | ------------- | ------------- |  |
|                | Movimento 5 Stelle               | 274 185       | 39,30         | 2             | 274 185       | 39,30         | 1             |  |
|                | Forza Italia                     | 110 844       | 15,89         | 1             | 253 889       | 36,39         | 1             |  |
|                | Lega                             | 97 730        | 14,01         | 1             | 253 889       | 36,39         | 1             |  |
|                | Fratelli d'Italia                | 32 444        | 4,65          | –             | 253 889       | 36,39         | 1             |  |
|                | Noi con l'Italia – UDC           | 12 871        | 1,84          | –             | 253 889       | 36,39         | 1             |  |
|                | Partito Democratico              | 98 361        | 14,10         | 1             | 123 052       | 17,64         | –             |  |
|                | +Europa                          | 10 803        | 1,55          | –             | 123 052       | 17,64         | –             |  |
|                | Civica Popolare                  | 10 721        | 1,54          | –             | 123 052       | 17,64         | –             |  |
|                | Italia Europa Insieme            | 3 167         | 0,45          | –             | 123 052       | 17,64         | –             |  |
|                | Liberi e Uguali                  | 17 826        | 2,55          | –             | 17 826        | 2,55          | –             |  |
|                | Potere al Popolo!                | 8 211         | 1,18          | –             | 8 211         | 1,18          | –             |  |
|                | CasaPound                        | 6 442         | 0,92          | –             | 6 442         | 0,92          | –             |  |
|                | Il Popolo della Famiglia         | 5 325         | 0,76          | –             | 5 325         | 0,76          | –             |  |
|                | Partito Comunista                | 4 358         | 0,62          | –             | 4 358         | 0,62          | –             |  |
|                | Italia agli Italiani (FN - MSFT) | 3 215         | 0,46          | –             | 3 215         | 0,46          | –             |  |
|                | Partito Valore Umano             | 1 214         | 0,17          | –             | 1 214         | 0,17          | –             |  |
| Totale         | Totale                           | 697 717       | 100           | 5             | 697 717       | 100           | 2             |  |
|                |                                  |               |               |               |               |               |               |  |
| Schede bianche | Schede bianche                   | 9 442         | 1,31          |               |               |               |               |  |
| Schede nulle   | Schede nulle                     | 16 144        | 2,23          |               |               |               |               |  |
| Votanti        | Votanti                          | 723 303       | 75,00         |               |               |               |               |  |
| Elettori       | Elettori                         | 964 353       |               |               |               |               |               |  |

### Eletti

#### Eletti nei collegi uninominali
Eletti nel Movimento 5 Stelle
     Eletti nella coalizione di centro-destra (FI - Lega - FdI - Noi con l'Italia-UDC)
| Collegio uninominale | Eletto | Eletto                | Partito |
| -------------------- | ------ | --------------------- | ------- |
| 1. Pescara           |        | Primo Di Nicola       | M5S     |
| 2. L'Aquila          |        | Gaetano Quagliariello | IDeA    |

1. ↑  In data 22.06.2022 aderisce al gruppo misto, non iscritti; in data 29.06.2022 al gruppo Insieme per il futuro - Centro Democratico.
2. ↑  Aderisce a Forza Italia Berlusconi Presidente-UDC; in data 22.07.2020 aderisce al gruppo misto, non iscritti; in data 05.08.2020 alla componente «ITALIA AL CENTRO (IDEA-CAMBIAMO!, EUROPEISTI, NOI DI CENTRO (Noi Campani))».

#### Eletti nella quota proporzionale
| Movimento 5 Stelle                      | Forza Italia   | Partito Democratico | Lega           |
| --------------------------------------- | -------------- | ------------------- | -------------- |
|                                         |                |                     |                |
| Gianluca Castaldi Gabriella Di Girolamo | Nazario Pagano | Luciano D'Alfonso   | Alberto Bagnai |

## XIX legislatura

### Risultati elettorali
|                               | Fratelli d'Italia                                       | 170 181   | 27,25 | 1 | 301 720 | 48,31 | 1 |  |  |
|                               | Forza Italia                                            | 75 767    | 12,13 | – | 301 720 | 48,31 | 1 |  |  |
|                               | Lega per Salvini Premier                                | 51 685    | 8,28  | – | 301 720 | 48,31 | 1 |  |  |
|                               | Noi Moderati                                            | 4 087     | 0,65  | – | 301 720 | 48,31 | 1 |  |  |
|                               | Partito Democratico - Italia Democratica e Progressista | 100 829   | 16,14 | 1 | 133 448 | 21,37 | – |  |  |
|                               | Alleanza Verdi e Sinistra                               | 16 441    | 2,63  | – | 133 448 | 21,37 | – |  |  |
|                               | +Europa                                                 | 12 213    | 1,96  | – | 133 448 | 21,37 | – |  |  |
|                               | Impegno Civico – Centro Democratico                     | 3 965     | 0,63  | – | 133 448 | 21,37 | – |  |  |
|                               | Movimento 5 Stelle                                      | 116 909   | 18,72 | 1 | 116 909 | 18,72 | – |  |  |
|                               | Azione - Italia Viva                                    | 38 006    | 6,09  | – | 38 006  | 6,09  | – |  |  |
|                               | Italexit                                                | 11 977    | 1,92  | – | 11 977  | 1,92  | – |  |  |
|                               | Unione Popolare                                         | 10 175    | 1,63  | – | 10 175  | 1,63  | – |  |  |
|                               | Italia Sovrana e Popolare                               | 7 875     | 1,26  | – | 7 875   | 1,26  | – |  |  |
|                               | Vita                                                    | 2 798     | 0,45  | – | 2 798   | 0,45  | – |  |  |
|                               | Alternativa per l'Italia (PdF - Exit)                   | 1 649     | 0,26  | – | 1 649   | 0,26  | – |  |  |
| Totale                        | Totale                                                  | 624 557   | 100   | 3 | 624 557 | 100   | 1 |  |  |
|                               |                                                         |           |       |   |         |       |   |  |  |
| Voti non validi               | Voti non validi                                         | 32 576    | 4,96  |   |         |       |   |  |  |
| Votanti                       | Votanti                                                 | 657 133   | 63,99 |   |         |       |   |  |  |
| Elettori                      | Elettori                                                | 1 026 974 |       |   |         |       |   |  |  |
|                               |                                                         |           |       |   |         |       |   |  |  |
| Data: 25 settembre 2022       |                                                         |           |       |   |         |       |   |  |  |
| Fonte: Ministero dell'interno |                                                         |           |       |   |         |       |   |  |  |

### Eletti

#### Eletti nei collegi uninominali
Eletti nella coalizione di centro-destra (FdI - Lega - FI - NM)
| Collegio uninominale | Eletto | Eletto               | Partito |
| -------------------- | ------ | -------------------- | ------- |
| 1. Pescara           |        | Guido Quintino Liris | FdI     |

#### Eletti nella quota proporzionale
| Fratelli d'Italia    | Partito Democratico - IDP | Movimento 5 Stelle    |
| -------------------- | ------------------------- | --------------------- |
|                      |                           |                       |
| Etelwardo Sigismondi | Michele Fina              | Gabriella Di Girolamo |